# Arcturus Mengsk
Arcturus Mengsk es un personaje Terran en el universo StarCraft. Es original de Korhal IV, líder de la facción Hijos de Korhal y después Emperador del Dominio Terran. En StarCraft original, tenía 38 años de edad.
Korhal era un planeta tranquilo y muy importante dentro de la organización confederada de la raza Terran. Sin embargo, su relación con los demás mundos confederados se fue deteriorando poco a poco, hasta el punto que se inició una revuelta liderada por Angus Mengsk, el padre de Arcturus Mengsk. Este personaje era un Coronel dado de baja y un prospector exitoso de la Confederación Terran, cuando Angus Mengsk declaró la guerra a la Confederación e hizo que los Confederados se retiraran del planeta. Sin embargo, una unidad especial de combate liderada por 3 fantasmas se filtró entre las defensas de Korhal y asesinaron a Angus Mengsk y a su esposa y su hija mientras Arcturus desde la Confederación veía horrorizado lo que sucedía. La cabeza de Angus Mengsk fue cortada y nunca más se ha sabido de ella. Además eso pudo haber sido lo que develó el programa Fantasma de los Confederados. No conforme con este atroz crimen, la Confederación arrojó bombas nucleares y la superficie de Korhal quedó totalmente calcinada y la inmensa mayoría de sus habitantes murieron.

## Hijos de Korhal
Arcturus Mengsk se enteró de lo sucedido mientras se ocultaba en una base secreta dentro del Protectorado de Umoja. Con los supervivientes del evento juraron combatir a los Confederados hasta deponerlos, tomando el nombre de Hijos de Korhal. Se caracterizan en el juego por su color rojo. El grupo se hizo cada vez más fuerte y logró apoderarse de un Crucero de Batalla de la Confederación que se estrelló en territorio Umoja, fuera del alcance de la Confederación, al que bautizaron como Hyperion y pronto se convirtieron en la célula 'terrorista' más buscada en el sector.
Algún tiempo después en una incursión en un pequeño puesto de investigación llamado Complejo Fujita en Vyctor 5 (según StarCraft: Uprising) conoció a Sarah Kerrigan, una Fantasma Terran, rescatándola de unos científicos Confederados que hacían experimentos en ella relacionados con los Zerg, eventualmente hizo de ella su segunda al mando de los Hijos de Korhal. Según StarCraft: Uprising, la razón que tuvo para visitar esta instalación, fue que descubrió que uno de los tres Fantasmas que asesinó a su familia se hallaba allí y era, al parecer, Sarah Kerrigan.
De acuerdo con StarCraft: Uprising, Mengsk llevó a Sarah Kerrigan a Tarsonis a fin de atacar la Academia de Fantasmas principal (lo que le daría publicidad a su organización). Además quería que Kerrigan eliminase a uno de aquellos Fantasmas. El ataque fracasó y quedaron pocos Hijos de Korhal pero Kerrigan logró capturar al Fantasma y la Academia fue destruida. Ella también mató al Mayor Rumm, su antiguo instructor quien la había atormentado durante su entrenamiento como fantasma. Acto seguido, Mengsk mató al Fantasma capturado, casi indefenso, a sangre fría. Luego le dijo a Kerrigan que ella era la tercera Fantasma, y la más importante -la que había decapitado a su padre-. No obstante le pareció útil mantenerla a su lado como una leal miembro de los Hijos de Korhal.

## Mengsk contra los Zerg
En la protosecuela de StarCraft: Loomings la curiosidad de Mengsk por los Zerg lo llevó a visitar Chau Sara, que acababa de ser invadida por los Zerg. Sin embargo, el Escuadrón Alfa desvió sus fuerzas.
Los Hijos de Korhal de Mengsk se hicieron presentes luego en Mar Sara mientras la Confederación empezó a arrestar las milicias coloniales y evitaba luchar contra los Zerg. Rápidamente se halló "muy solicitado" ya que era la única fuerza dispuesta a enfrentarse a los Zerg. Se congració con Jim Raynor y el exmagistrado Colonial de Mar Sara ayudando en la evacuación de la principal ciudad de Mar Sara, algo que los Confederados no estaban dispuestos a hacer. (En las campañas Terran de StarCraft Original, uno juega el rol de este Magistrado Colonial, quien es destituido de su cargo tras aliarse con las fuerzas terroristas de Arcturus Mengsk).
Antes de partir, Mengsk rescató a Raynor de una prisión Confederada y le utilizó para que liderara una fuerza de asalto contra la Instalación Jacobs, dentro de la cual Raynor descubrió criaturas Zerg capturadas, pero Mengsk había visto Zergs antes en el Complejo Fujita y no estaba sorprendido de los experimentos de la Confederación. Raynor fue enviado allí para hallar tecnología de la Confederación y recuperó un disco con información.
El destino siguiente de Mengsk fue Antiga Prime, donde los colonos querían rebelarse contra la Confederación. Sin embargo, sus fuerzas militares eran demasiado débiles para enfrentarse al Escuadrón Alfa, que había sido enviado allí para sofocar la naciente revuelta. Mengsk decidió ayudarlos y rescató la base rebelde del control Confederado con la ayuda de Raynor y Kerrigan (la última escabulléndose y asesinando al oficial confederado al mando). Las fuerzas combinadas de los Antiganos y los Hijos de Korhal derrotaron al pequeño contingente del Escuadrón Alfa.

## Edmund Duke se une a los Hijos de Korhal
El General del Escuadrón Alpha, Edmund Duke no pudo contraatacar a tiempo porque su nave, la Norad II, estaba siendo atacada por los Zerg en órbita sobre Antiga Prime y se estrelló. Esta era una gran ventaja para los Hijos de Korhal que rescataron a Duke y le forzaron a unir sus fuerzas a ellos. Más importante que la adquisición de las habilidades tácticas de Duke y una gran cantidad de soldados de élite fue la información que él poseía de los planes de la Confederación y el descifrado del disco con información recuperado en la Instalación Jacobs, el cual contenía información vital sobre el Emisor Psiónico. 
En los experimentos que desde hacía años realizaba con fantasmas y con zergs la Confederación había descubierto que los Zergs eran atraídos por las emisiones telepáticas de los fantasmas y así fue como crearon un emisor transplanar de ondas psiónicas capaz de llamar la atención de los Zergs aunque estuvieran en otros mundos y que, incluso, replicaba las emisiones de los fantasmas. Este dispositivo fue diseñado porque en los últimos años la Confederación se veía cada vez más debilitada por las rebeliones y su popularidad entre las colonias del sector era cada vez más baja. Se ideó un plan para atraer pequeños grupos de Zergs a colonias distantes y sin importancia (como Chau Sara) para luego enviar destacamentos de soldados y erradicar fácilmente a los Zergs, quedando como héroes y así de a poco ir mejorando la desgastada reputación de la Confederación. Lo que no esperaban es que los Protoss incineraran cada planeta en los que existiera una mínima presencia de los Zerg como ocurrió en Chau Sara, Mar Sara y luego en Antiga Prime..
La incorporación de Edmund Duke a las filas de los Hijos de Korhal y de todo el Escuadrón Alfa causó el pánico de la Confederación Terran. No podían arriesgarse a perder al General Duke y a su apreciado escuadrón por lo que enviaron al Escuadrón Delta para recuperarlos.
Como prueba de esta nueva tecnología, Mengsk ordenó a la Fantasma Sarah Kerrigan llevar el Emisor Psiónico a una base del Escuadrón Delta y activarlo. Kerrigan lo consiguió, causando que gran cantidad de Zerg atacaran la base del Escuadrón Delta. Los Hijos de Korhal y el Escuadrón Alfa se vieron forzados a evacuar. Poco tiempo después los Protoss llegaron, limpiando la superficie del planeta de todo rastro de vida, Terran o Zerg.

## La ascensión al poder y la traición
Arcturus Mengsk ahora se encuentra en una firme marcha hacia su victoria. Con una poderosa armada y con el Emisor Psiónico es casi imparable. Varias colonias se rebelan y unen a su bando, pero para asegurar su victoria debe derrotar a la Confederación en una decisiva batalla en Tarsonis (Mundo Capital de la Confederación) que si bien había sido invadida en el pasado, nunca había caído. Afortunadamente para Mengsk, el General Edmund Duke tomó parte en muchas batallas allí y conocía sus defensas a fondo.
El plan de Duke fue crear una distracción para permitir que un pequeño destacamento de los Hijos de Korhal se introdujera en las defensas de la Confederación y usaran el Emisor Psiónico para atraer los Zerg. Naturalmente, Mengsk no informó a Sarah Kerrigan o a Raynor de esta parte del plan. Cuando esto ocurrió, la Confederación se encontró casi en la extinción, mientras que Kerrigan y Raynor comenzaban a dudar de los métodos de Mengsk.
No obstante, Sarah Kerrigan permaneció leal a Mengsk y siguió cabalmente todas sus órdenes: proteger a los Zerg de la próxima flota Protoss, bajo el comando del Executor Tassadar. Kerrigan creía que los Protoss estaban allí para exterminar toda la vida en Tarsonis, no sólo los Zerg, por tanto era obvio para ella combatirlos. Ella combatió a los Protoss pero fue abandonada a los Zerg luego de que Mengsk ordenara a su flota abandonar el sistema de Tarsonis. El intento de Raynor por rescatarla falló, y también fue forzado a huir a un lugar relativamente seguro de una plataforma espacial en Tarsonis. Algo a favor fue que se llevó el Hyperion con él.
Mengsk regresó para convencer a Raynor de no abandonar su bando, lo que a ojos de Mengsk era una traición. El General Duke reveló la existencia, entre sus defensas, de, Cañón de Iones, una poderosa pieza de tecnología que destruiría cualquier flota de Raynor que tratara de salir de la plataforma espacial. Raynor fue forzado a derrotar a Duke y a los Hijos de Korhal y a destruir el Cañón de Iones. Tras esta batalla, correspondiente a la última etapa de la campaña Terran de StarCraft Original, comienza la cinemática de "La Inauguración", en la que Arcturus Mengsk se proclama emperador del Dominio Terran, bajo el título de Emperador Mengsk I.

## Discurso de Coronación de Arcturus I
Queridos Terrans, me presento ante vosotros con los últimos acontecimientos, para llamaros a la razón. Que ningún humano niegue el peligro que corremos en este momento.
Mientras luchamos unos contra otros divididos por pequeñas rencillas de nuestra historia común, la amenaza de un conflicto aún mayor se cierne sobre nosotros, amenazando con destruir todo lo que hemos conseguido. Ha llegado el momento de que nosotros, como naciones e individuos, dejemos de lado nuestras ya viejas disputas, y de que nos unamos. Las olas de una guerra imposible de ganar nos acechan, y deberemos buscar refugio en las tierras altas para que no seamos arrastrados por la corriente.
La Confederación ya no existe. Cualquier semejanza con la unidad y protección que una vez nos ofreció es ahora un fantasma, un recuerdo. Con nuestros enemigos sueltos, ¿A quién pediréis protección?
La devastación sufrida a manos de los invasores alienígenas es evidente. Hemos visto nuestros hogares y comunidades destruidos por los calculados ataques de los Protoss. Hemos sido testigos de cómo nuestros amigos y seres amados eran consumidos por los pesadillescos Zerg. Por muy inaudito y por muy inimaginable que pueda parecer, estos son los signos de nuestro tiempo.
Ha llegado el momento, compañeros Terrans, de unirnos bajo una nuevo estandarte: en la unión está la fuerza. Muchas de las facciones disidentes ya se han unido a nosotros, entre todos tendremos que fraguar un todo indivisible capitulando solo bajo un trono...
Y desde ese trono, yo velaré por vosotros.
A partir de este día, que ningún humano luche contra ningún humano. No dejemos que ninguna agencia Terran conspire contra este nuevo origen, y no permitáis que ningún hombre se alíe a los poderes de los alienígenas. Y a todos los enemigos de la Humanidad: no os interpongáis en nuestro camino, porque ganaremos... sin importar el precio.

## Versión Original en inglés
Fellow Terrans, I come to you in the wake of recent events to issue a call to reason. Let no human deny the perils of our time. While we battle one another, divided by the petty strife of our common history, the tide of a greater conflict is turning againts us, threatening to destroy all that we have accomplished. It is time for us as nations, and as individuals to set aside our longstanding feuds and unite. The tides of an unwinnable war are upon us, and we must seek refuge upon higher ground, lest we be swept away by the flood. The Confederacy is no more. Whatever semblance of unity and protection it once provided is a phantom, a memory.
With our enemies left unchecked, who will you turn to for protection? The devastation brought by the alien invaders is self-evident. We have seen our homes and communities destroyed by the calculated blows of the Protoss. We have seen firsthand our friends and loved ones consumed by the nightmarish Zerg.
Uprecedented, and unimaginable though they may be, these are the signs of our times. The time has come my fellow Terrans, to rally to a new banner. In unity lies strength. Already many of the dissident factions have joined us.
Out of the many we shall forge an indivisible whole, capitulating only to a single throne. And from that throne, I shall watch over you. From this day forward, let no human make war upon any other human. Let no Terran agency conspire against this new beginning. And let no man consort with alien powers. And to all the enemies of humanity, seek not to bar our way. For we shall win through, no matter the cost.
Ver cinemática en YouTube

## El Nuevo Dominio
A medida que Mengsk se propuso construir su nuevo Dominio Terran, recibió un mensaje psíquico desde Char de Sarah Kerrigan, a quien se daba por muerta desde haber sido abandonada en Tarsonis. Mengsk envió allí al Escuadrón Alfa del General Duke para recuperarla, pero sus fuerzas fueron repelidas por los Zerg. Duke permaneció allí ya que Mengsk deseaba la posesión de Char como mundo-colonia, probablemente debido a sus recursos naturales.
Luego de la muerte de la Supermente, Mengsk había declarado una cuarentena y un bloqueo sobre Aiur. Fue durante este período que trató de llevar a la justicia al criminal Terran, Alan Schezar, período este, cubierto en StarCraft: Enslavers.

## El Directorio de la Unión Terrestre
Mientras los Terran debían lidiar contra Protoss, Zerg y sus problemas internos, en el distante planeta Tierra se había formado el Directorio de la Unión Terrestre, y una de sus primeras misiones fue enviar una flota expedicionaria al mando del Almirante Gerard DuGalle al Sector Koprulu para deponer el mandato del Emperador Mengsk I y reclamar para La Tierra los mundos del sector.
Mengsk y Duke construyeron una poderosa defensa en Korhal, pero cuando el (DUT) llegaron y atacaron, fue capaz de neutralizar la mayor parte de dichas defensas e incluso atacar su palacio. Mengsk y Duke trataron de escapar en la Norad III, pero el DUT los interceptó en la huida. El Almirante Gerard DuGalle lo amenazó con ejecutarlo así como a sus oficiales superiores, pero Raynor apareció de repente en la nave Hyperion junto a algunos espectros y naves Protoss y rescató a su enemigo, dejando a DuGalle enfurecido.
Mengsk y Raynor (y probablemente Duke) viajaron a Aiur, donde Raynor mantenía alianza con el Pretor Protoss Fénix. Complicando las cosas, había una gran cantidad de Zerg cerca de un Portal Dimensional cercano al Centro de Mando de Raynor, los Zerg se mantenían calmados mientras el portal no fuera utilizado. En sus esfuerzos por capturar a este hombre, el DUT atacó el centro de mando de Raynor. Raynor, Mengsk (y probablemente Duke) viajaron en una nave de transporte a través del portal espacio temporal, el que después explotó. No se sabe dónde es que la nave viajó. Peor aun para el DUT, los Zerg atacaron repentinamente y DuGalle encara la posibilidad de que alguno de sus dos subordinados directos (Samir Duran o Alexei Stukov) lo hayan traicionado. DuGalle se ve forzado a abandonar la batalla.
Mengsk fue puesto en hibernación y cuando despertó se halló en manos de Kerrigan, quien había realizado una alianza con Jim Raynor y Fénix. Mengsk estaba furioso con Kerrigan, la que le recordaba su propia traición. En su intento por matarla solo la hizo más fuerte. Kerrigan necesitaba un favor de Mengsk -ella ayudaría a Mengsk y a Raynor a limpiar el sector Koprulu de la influencia de la Tierra a cambio de que ellos la ayuden a destruir el Disruptor Psiónico. Mengsk acepta a cambio de que Kerrigan le ayude a retomar el control de Korhal. El rol de Mengsk fue darle a Kerrigan un Emisor Psiónico para así ella poder reclutar Zerg en Braxis, lugar en el que el Disruptor Psiónico estaba. El plan funcionó, y el Disruptor Psiónico fue destruido para siempre. Esto se convirtió en una pérdida fatal para la fuerza expedicionaria del DUT en el Sector Koprulu, ya que le tomaría mucho tiempo a DuGalle volver a construir el Disruptor Psiónico

## Colores Verdaderos, los planes de Kerrigan
Arcturus Mengsk, el General Edmund Duke, Fénix y Jim Raynor unieron sus fuerzas a las de Kerrigan, la "Reina de Espadas" a fin de derrotar las fuerzas del DUT en Korhal. Después de un ataque exitoso, las fuerzas de Mengsk descansaron. Sin embargo Kerrigan y Samir Duran lanzaron un aplastante ataque sorpresa, llevando a los Zerg a la victoria y causando además una cantidad masiva de bajas en las filas de Mengsk y en las de los Jinetes de Raynor. En dicho ataque tanto el General Edmund Duke como Fénix fueron asesinados, dejando a Mengsk y especialmente a Raynor bastante resentidos.
Los Zerg partieron, dejando a Mengsk y a Korhal tranquilos. Sin embargo esto había generado un gran debilitamiento de las fuerzas militares de Mengsk.

## Acciones recientes
En Omega, la etapa final de la campaña Zerg de StarCraft: Brood War, Mengsk reunió una flota militar Terran interesada en erradicar la presencia de Kerrigan. La atacó cuando ella se encontraba en una complicada situación en una plataforma espacial luego de que Samir Duran extrañamente desapareciera. En esta batalla Mengsk fue derrotado junto a una flota Protoss liderada por el joven Templario Artanis en su cargo de Pretor y a las fuerzas restantes de la flota de DuGalle, no obstante Mengsk previno a Kerrigan de no cometer nunca un error, porque el día que ella cometa algún error él, Arcturus Mengsk, estaría allí para hacérselo notar.
En StarCraft: Ghost, proyecto cancelado por Blizzard Entertainment, la protagonista es Nova, una fantasma que recibía órdenes directas de Arcturus Mengsk. No se sabe más de esta historia ya que nunca salió a la venta.
Samir Duran, una controversial figura en Brood War, primero aparece en la campaña Terran y se presenta ante Alexei Stukov y Gerard DuGalle como el líder de la Fuerza de Resistencia Confederada, un grupo opositor al Dominio Terran de Arcturus Mengsk. En cuanto se encuentra con Stukov le pide a este amnistía a cambio de valiosa información con la cual dar el primer golpe al Dominio Terran, Stukov acepta ya que al igual que él está en contra de Mengsk y confiere a los hombres de Duran la gracia de ser la primera colonia terrícola en el sector Koprulu. 
Más adelante Samir Duran traiciona a DuGalle y a Stukov uniéndose a Kerrigan, apareciendo de pronto como Samir Duran (Infectado por los Zerg) dando a entender así que desde un principio había estado de parte de los Zerg. No obstante, en el sitio web de Blizzard Entertainment figura una imagen de Samir Duran y de fondo la heráldica de los Hijos de Korhal. 
Samir Duran
Esa información no da más que para sospechas respecto a algún plan previo que pueda haber tenido Arcturus Mengsk y Samir Duran, un infiltrado en las filas del DUT y en las de Kerrigan.